# Shpëtim Selmani
Shpëtim Selmani (ur. 16 maja 1986 w Prisztinie) – kosowski pisarz i aktor teatralny, jeden ze zwycięzców Nagrody Literackiej Unii Europejskiej z 2020 roku.

## Życiorys
Ukończył studia na Uniwersytecie w Prisztinie. Występował w przedstawieniach teatralnych zarówno krajowych, jak i zagranicznych.
Brał udział w rezydencjach literackich w Belgradzie, Tiranie i Lipsku. W 2020 roku otrzymał Nagrodę Literacką Unii Europejskiej za utwór pod tytułem Libërthi i dashurisë.
Prowadzi bloga o nazwie S’bunker.

## Twórczość[1][2][3]
- Poezi në kohën e gjakut dhe zhgënjimit (2010)
- Shënimet e një Grindaveci (2012)
- Libërthi i dashurisë (2019)